# Pasmo Bielińskie

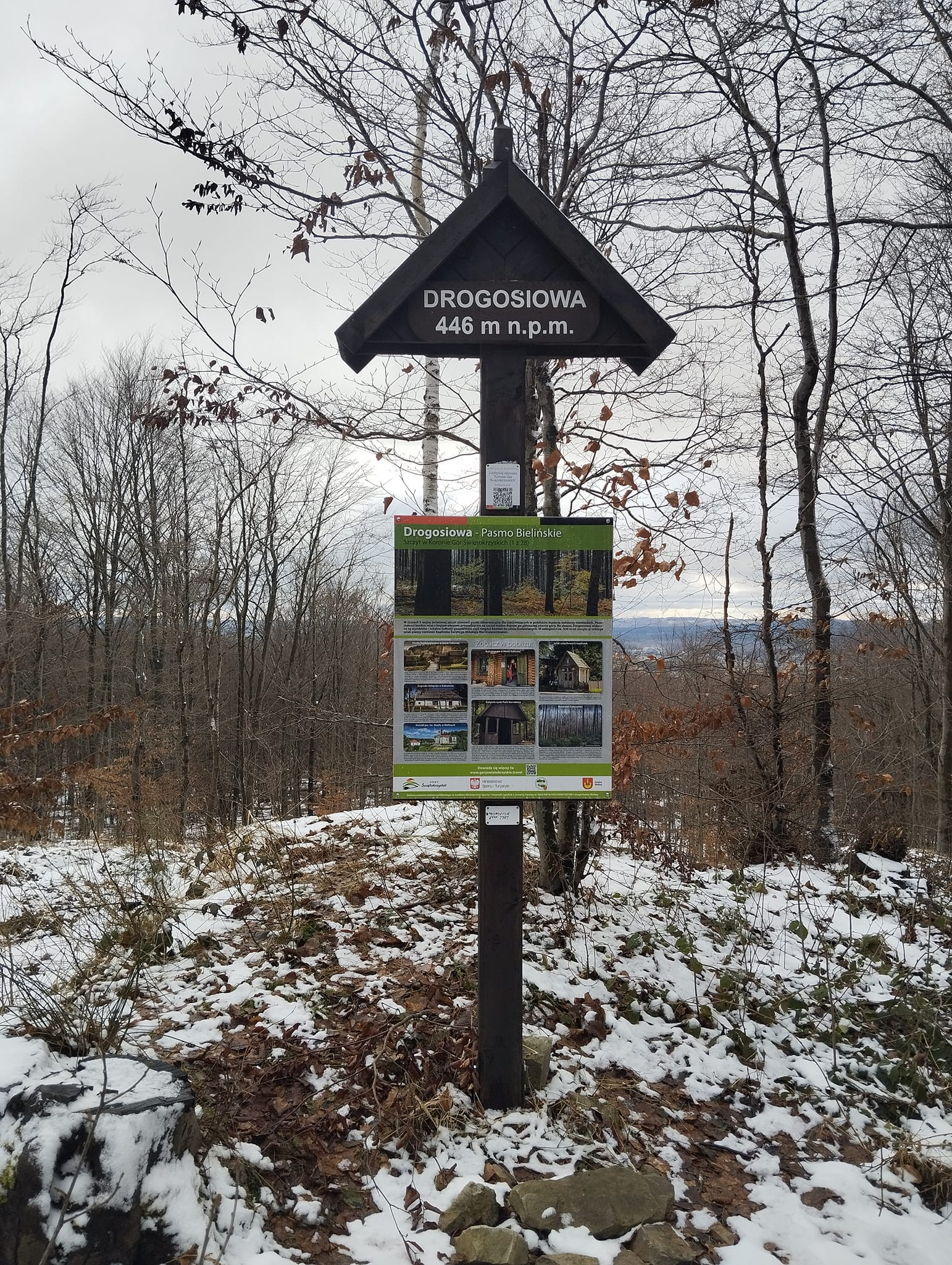

Pasmo Bielińskie – pasmo Gór Świętokrzyskich, zbudowane z piaskowców dewońskich, od zachodu ograniczone przełomem Belnianki. Partie szczytowe pasma porośnięte są lasem bukowym z udziałem jodły.
Przez pasmo przebiega m.in. niebieski szlak turystyczny z Wału Małacentowskiego do kapliczki św. Mikołaja.

Najwyższym wzniesieniem Pasma Bielińskiego jest Drogosiowa, należąca do Korony Góry Świętokrzyskich, zbudowana z piaskowców dewońskich. Szczyt znajduje się w pobliżu przysiółka Drogosiowe, która jest częścią wsi Lechów. Drogosiowa położona jest 300 m. na południe od niebieskiego szlaku (kierunek wyznaczają strzałki).

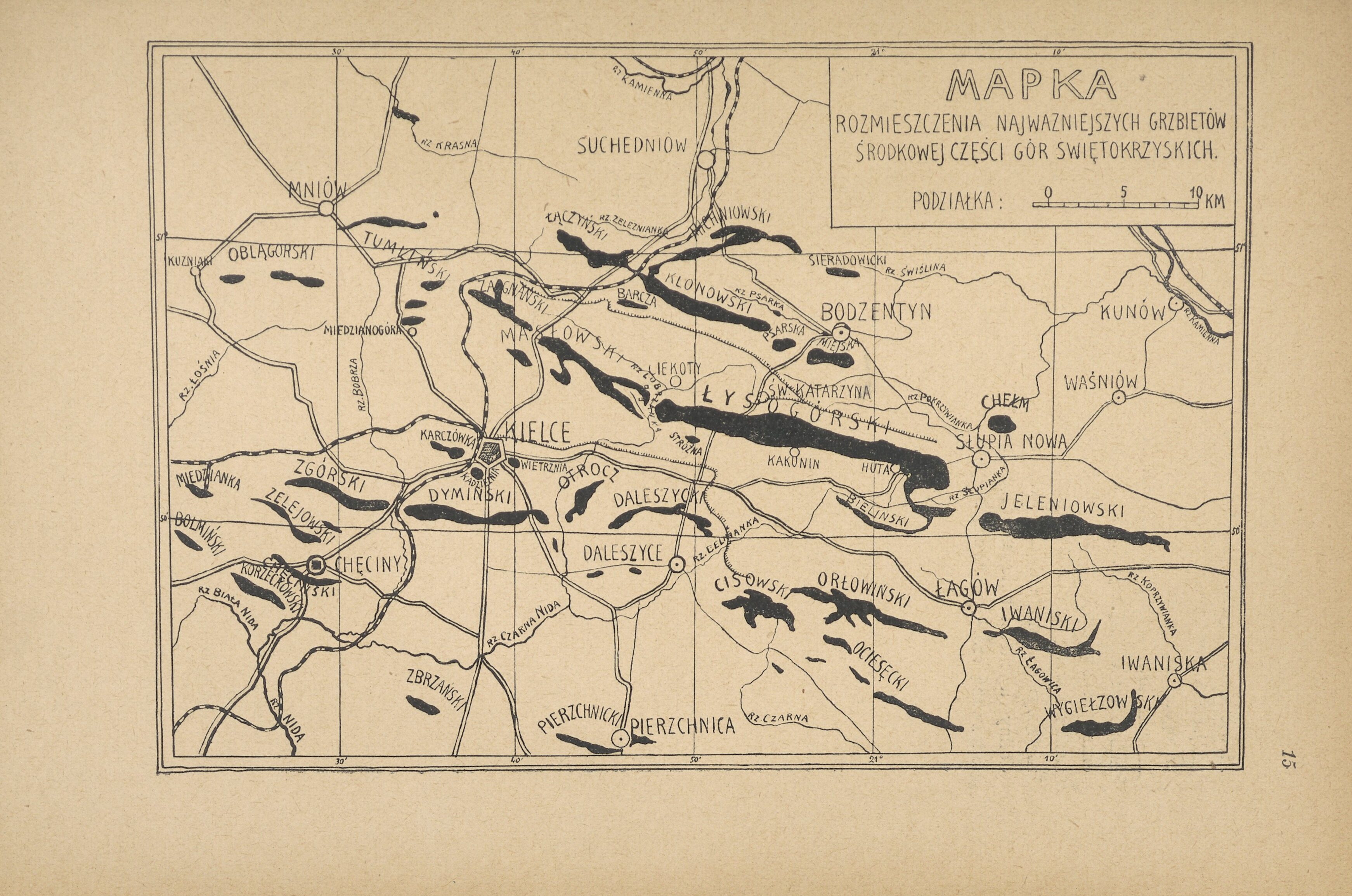

## Główne szczyty
- Skała (363 m n.p.m.) 50°50′44″N 20°57′04″E/50,845556 20,951111

- Chełmy (375 m n.p.m.) 50°50′23″N 20°57′44″E/50,839722 20,962222

- Duża Skała (444 m n.p.m.) 50°49′43″N 20°59′42″E/50,828611 20,995000

- Drogosiowa (447 m n.p.m.) 50°49′23″N 21°00′30″E/50,823056 21,008333

- Wał Małacentowski